# Орбатех
Орбатех (арм. Հորբատեղ) — село в Вайоцдзорской области Армении.

## География
Село расположено в северной части марза, в долине реки Артабун, на расстоянии 20 километров к северу от города Ехегнадзор, административного центра области. Абсолютная высота — 1880 метров над уровнем моря.
Климат
Климат характеризуется как умеренно холодный, влажный (Dfb в классификации климатов Кёппена). Среднегодовая температура воздуха составляет 6,7 °C. Средняя температура самого холодного месяца (января) составляет −5,3 °С, самого жаркого месяца (июля) — 18 °С. Расчётная многолетняя норма атмосферных осадков — 449 мм. Наибольшее количество осадков выпадает в мае (76 мм).

## Население
| Год переписи | Население          | Население          | Население          | Население            | Население            | Население            |
| Год переписи | Наличное население | Наличное население | Наличное население | Постоянное население | Постоянное население | Постоянное население |
| Год переписи | Всего              | Мужчины            | Женщины            | Всего                | Мужчины              | Женщины              |
| ------------ | ------------------ | ------------------ | ------------------ | -------------------- | -------------------- | -------------------- |
| 2001         | 283                | 138                | 145                | 280                  | 137                  | 143                  |
| 2011         | 232                | 117                | 115                | 242                  | 124                  | 118                  |

| Год  | Численность | Численность |
| ---- | ----------- | ----------- |
| 1831 | 35          | [ 8 ]       |
| 1873 | 406         | [ 9 ]       |
| 1897 | 406         | [ 8 ]       |
| 1926 | 160         | [ 8 ]       |
| 1939 | 402         | [ 8 ]       |
| 1959 | 252         | [ 8 ]       |
| 1970 | 244         | [ 8 ]       |
| 1979 | 210         | [ 8 ]       |
| 1989 | 223         | [ 10 ]      |
| 2001 | 280         | [ 8 ]       |
| 2011 | 242         | [ 11 ]      |